# Mecalac
 (février 2020).
L'article doit être relu — et modifié si nécessaire — par des contributeurs indépendants pour apporter un regard critique aux contributions effectuées en violation des conditions d'utilisation de Wikipédia, tant sur la forme (notamment concernant le style encyclopédique, la proportionnalité) que sur le fond (la neutralité de point de vue, la qualité et l'indépendance des sources).
 (août 2019).
Si vous disposez d'ouvrages ou d'articles de référence ou si vous connaissez des sites web de qualité traitant du thème abordé ici, merci de compléter l'article en donnant les références utiles à sa vérifiabilité et en les liant à la section « Notes et références ».
Mecalac est une entreprise familiale fondée par Pierre de Pingon, spécialisée dans la fabrication de pelleteuse, pelles polyvalentes sur pneus et sur chenilles de six à seize tonnes et de chargeurs sur pneus de 0,5 à 3 m3, destinées aux chantiers urbains et de service.
Le groupe Mecalac a racheté le constructeur Ahlmann en 2002 ainsi que l'usine anglaise de Terex en 2016 et fabrique désormais une gamme complète pour les chantiers urbains : pelles (sur pneus et sur chenilles), chargeuses (sur pneus, de type swing), dumpers (avec ou sans cabine), chargeuses-pelleteuses, rouleaux compresseurs (monobille ou tandem).
Le groupe dispose de cinq usines : deux en France (Annecy-le-Vieux et Albens), une en Allemagne (Büdelsdorf, près du Rendsburg), une en Turquie (Izmir) et une en Angleterre.

## Historique
En 1974, après avoir fondé la marque de pelles et grues Pingon, Pierre de Pingon fonde l'entreprise Mecalac, Mécanique du Lac, elle conçoit et fabrique des engins de travaux publics. En 1988, à la mort de Pierre Pingon, Mecalac est absorbé par la marque française Pel Job spécialisée dans la fabrication de minipelles, puis c'est le rachat par le suédois Volvo intéressé par la branche Minipelle de Pel Job.
En 1990, Henri Marchetta rachète la marque Mecalac et son usine au constructeur suédois et retrouve son indépendance.
En 2002, le constructeur allemand de chargeurs sur pneus Ahlmann rejoint le Groupe Mecalac.
En 2007, le groupe Mecalac est présent dans 23 pays en Europe.
En 2015, la machine Mecalac est modernisée pour être plus accessible. 
En 2016, le Groupe Mecalac rachète l'usine anglaise Terex qui fabrique la gamme de tractopelles motobasculeurs et compacteurs.
En 2018, la société Mecalac passe un accord avec la société Pichon pour reprendre la production de ses chargeuses compactes,. La même année, elle reçoit le prix de la transition énergétique lors de la 7e édition du concours international des Intermat Innovation Awards à Paris pour sa pelle 100% électrique,.
En 2021, la société est présente dans 80 pays.
Le 10 Juin 2025, Fayat finalise le rachat du groupe Mecalac.